# سنجلة
سنجلة هي قرية في مقاطعة بيرانشهر، إيران. يقدر عدد سكانها بـ 257 نسمة بحسب إحصاء 2016.